# Dahlia Sky
Dahlia Sky, anteriormente conocida como Bailey Blue (Lake Elsinore, California, 10 de agosto de 1989-Los Ángeles, California, 30 de junio de 2021), fue una actriz pornográfica estadounidense.

## Biografía

### Carrera
Debutó en el cine pornográfico en 2011, a la edad de 20 años. En mayo de 2014 realizó su primer trabajo como directora, para el sitio web PawnThatPussy.com.
En 2014 tuvo que cambiar su seudónimo de Bailey Blue luego que una tienda de ropa notificara que el nombre estaba registrado como propiedad intelectual.
Trabajó en producciones de diversa temática para estudios como Kink.com, Girlsway, Brazzers, Cherry Pimps, Hustler, Penthouse, Elegant Angel, Evil Angel, Mile High Media, entre otros. Participó en cerca de 700 películas durante su carrera.

### Fallecimiento
Murió el 20 de julio de 2021, a los treinta y un años de edad. Su cuerpo fue descubierto en una calle de Valle de San Fernando al interior de un vehículo y con una herida por arma de fuego. El Departamento de Policía de Los Ángeles (LAPD) inició la investigación del caso como un "potencial suicidio". Tiempo antes de su fallecimiento había sido diagnosticada de un avanzado cáncer de mama.

## Premios y nominaciones
| Año  | Cerimonia        | Resultado | Categoría | Trabajo                   |
| ---- | ---------------- | --------- | --- | ------------------------- |
| 2011 | Porn.com         | Ganadora  | World's Best Pornstar | —                         |
| 2013 | Inked Award      | Nominada  | Female Performer of the Year | —                         |
| 2014 | AVN Award        | Nominada  | Best Boy/Girl Sex Scene (compartido con Xander Corvus) | The Temptation of Eve     |
| 2014 | AVN Award        | Nominada  | Best Double Penetration Sex Scene (compartido con Ramón Nomar y Karlo Karrera) | Bailey Blue Wide Open     |
| 2014 | AVN Award        | Nominada  | Best Supporting Actress | Change of Heart           |
| 2014 | AVN Award        | Nominada  | Best Three-Way Sex Scene – G/G/B (compartido con Christy Mack y Toni Ribas) | I Am Christy Mack         |
| 2014 | AVN Award        | Nominada  | Female Performer of the Year | —                         |
| 2014 | NightMoves Award | Nominada  | Best Female Performer | —                         |
| 2014 | XBIZ Award       | Nominada  | Best Supporting Actress | The Temptation of Eve     |
| 2015 | AVN Award        | Nominada  | Best Double Penetration Sex Scene (compartido con James Deen y Mick Blue) | DP Me                     |
| 2015 | AVN Award        | Nominada  | Best Group Sex Scene (compartido con Lola Reve, Britney Amber, Lola Foxx, Anikka Albrite, Abby Cross, Romi Rain, Alina Li, Kush Kush, Tommy Gunn, Coco, Toni Ribas, Mick Blue, Alan Stafford, Keni Styles, Bill Bailey, Giovanni Francesco, Karlo Karrera y Richie Calhoun) | Orgy Initiation of Lola   |
| 2015 | AVN Award        | Nominada  | Best Group Sex Scene (compartido con Chanel Preston, Romi Rain, Alektra Blue, Summer Brielle, Ramón Nomar, Erik Everhard y Mick Blue) | Orgy Masters 4            |
| 2015 | AVN Award        | Nominada  | Best POV Sex Scene (compartido con Rocco Siffredi) | Rocco’s Coming in America |
| 2015 | AVN Award        | Nominada  | Female Performer of the Year | —                         |
| 2015 | XBIZ Award       | Nominada  | Best Scene - Non-Feature Release (compartido con Trinity St. Clair y Manuel Ferrara) | Evil Anal 20              |